# 신세계푸드
신세계푸드(영어: Shinsegae Food)는 대한민국의 식품 서비스 기업이다.

## 사업 부문
- 식품 제조 : RTC(Ready To Cook) 상품과 RTH(Ready To Heat) 상품, RTE(Ready To Eat) 상품 사업 등을 전개하고 있다.
- 식품 유통
- 식음
- 위탁급식

## 같이 보기
- CJ푸드빌
- LIG홈앤밀
- 롯데GRS
- 이랜드이츠
- 한화푸드테크
- 현대그린푸드